# Funt šterling
Funt šterling (angleško Pound sterling) je uradna valuta Združenega kraljestva Velike Britanije in Severne Irske. Neuradno je pogosto imenovan kar funt.
Simbol za funt šterling je £ (ali, redko, L). Oba simbola izhajata iz latinske besede libra, ki pomeni funt. Koda valute po standardu ISO 4217 je GBP, kar pomeni Great Britain Pound, torej britanski funt. Občasno zasledimo tudi kratico UKP, vendar je slednja nepravilna.
Funt šterling je poleg ameriškega dolarja, japonskega jena, evra in avstralskega dolarja ena izmed svetovnih valut, s katerimi se največ trguje.
V Združenem kraljestvu se zaradi razločevanja med denarno in utežno enoto, pa tudi med različnimi denarnimi enotami z enakim imenom, uporablja uradni izraz funt šterling ali samo šterling. V neuradnih položajih se uporablja tudi slengovski izraz quid [kvid].
Šterling je sprva pomenil srebrni peni za 1⁄240 funta. V današnjem času je funt nadomestil peni kot osnovno denarno enoto, saj je inflacija vztrajno spodkopavala njegovo vrednost. V začetku je srebrni peni imel malo manjšo kupno moč kot sodobni funt.

## Delitev

### Po decimalizaciji
Od leta 1971 je funt razdeljen na 100 penijev (pence). Ednina je peni (penny), simbol pa p.
| Vrednost         | Ime in oznaka      | Obdobje obtoka |
| ---------------- | ------------------ | -------------- |
| Pol penija       | Halfpenny (½p)     | 1971–1984      |
| En peni          | One penny (1p)     | 1971–          |
| Dva penija       | Two pence (2p)     | 1971–          |
| Pet penijev      | Five pence (5p)    | 1971–          |
| Deset penijev    | Ten pence (10p)    | 1971–          |
| Dvajset penijev  | Twenty pence (20p) | 1982–          |
| Petdeset penijev | Fifty pence (50p)  | 1971–          |
| En funt          | One pound (£1)     | 1971–          |
| Dva funta        | Two pounds (£2)    | 1997–          |

| Vrednost        | Ime in oznaka       |
| --------------- | ------------------- |
| Pet funtov      | Five pounds (£5)    |
| Deset funtov    | Ten pounds (£10)    |
| Dvajset funtov  | Twenty pounds (£20) |
| Petdeset funtov | Fifty pounds (£50)  |

### Pred decimalizacijo
Leta 1971 so funt decimalizirali (na novo definirali) kot 100 penijev. Vrednost funta se ni spremenila. Pred tem je bil funt razdeljen na 240 penijev, vendar je bila njegova vrednost običajno izražena z 20 šilingi, od katerih je vsak veljal 12 penijev. Simbol za šiling je bil / ali s., vendar ta ni izhajal iz prve črke besede, temveč iz latinske besede solidus. Simbol za peni je bil tedaj d., prihajal pa je iz francoske besede denier, ta pa je prihajala iz latinske denarius. Solidus in denarius sta bila rimska kovanca. Peni je bil razdeljen na dva »polpenija« (halfpenny, izg. hepni), ta pa še naprej na dva farthinga (vreden eno četrtino penija).
Zaradi zapletenega sistema je obstajalo več načinov zapisovanja denarnih količin.
1 peni = 1d.
1 polpeni = ½d.
1 farthing = ¼d.
2 penija = 2d.
1 šiling = 1s. ali 1/-
1 šiling in 3 peniji = 1s. 3d. ali pogosteje 1/3
5 funtov, 6 penijev in 1 polpeni = £5 6½d. ali pogosteje £5/-/6½
1 funt in 1 šiling = £1 1s. ali pogosteje £1/1/-
2 funta, 3 šilingi in 1 peni = £2 3s. 6d. ali pogosteje £2/3/6
1 funt, 19 šilingov, 11 penijev in 3 farthingi = £1 19s. 11¾d. ali £1/19/11¾ (kar je le en farthing manj kot dva funta)
V spodnji preglednici je navedenih nekaj pogosto uporabljenih vrednosti. Za vse vrednosti niso obstajali posebni kovanci (npr. Mark, Guinea), vendar so se vseeno uporabljale za navedbo cen –  npr.: Nek izdelek je stal 2 gvineji, plačati je bilo treba 2 funta in 2 šilinga; prav tako je bilo treba strošek npr. sto šestdeset penijev (Mark) poravnati z drugimi kovanci.
| Pred decimalizacijo                   | Pred decimalizacijo                                        | Vrednost po decimalizaciji |
| Pogovorno ime in oznaka               | Vrednost                                                   | Vrednost po decimalizaciji |
| ------------------------------------- | ---------------------------------------------------------- | -------------------------- |
| Farthing (¼d. )                       | Četrt penija                                               | 5⁄48p ≈ 0,104 p            |
| Halfpenny, Ha’penny (½d.)             | Pol penija                                                 | 5⁄24p ≈ 0,208 p            |
| Penny, Copper (1d.)                   | En peni                                                    | 5⁄12p ≈ 0,417 p            |
| Twopence, Tuppence, Half Groat (2d.)  | Dva penija                                                 | 5⁄6p ≈ 0,833 p             |
| Threepence, Thruppence, Joey (3d.)    | Trije peniji                                               | 1¼ p                       |
| Fourpence, Fuppence, Groat (4d.)      | Štirje peniji                                              | 1⅔ p                       |
| Sixpence, Tanner, Half Shilling (6d.) | Šest penijev                                               | 2½ p                       |
| Shilling, Bob (1/-)                   | En šiling (dvanajst penijev)                               | 5 p                        |
| Florin, Two Bob Bit (2/-)             | Dva šilinga                                                | 10 p                       |
| Half Crown (2/6)                      | Dva šilinga in šest penijev                                | 12½ p                      |
| Double Florin (4/-)                   | Štirje šilingi                                             | 20 p                       |
| Crown (5/-)                           | Pet šilingov                                               | 25 p                       |
| Noble, Half Mark (6/8)                | Šest šilingov in osem penijev (osemdeset penijev)          | 33⅓ p                      |
| Half Sovereign (10/-)                 | Deset šilingov                                             | 50 p                       |
| Half Guinea (10/6)                    | Deset šilingov in šest penijev                             | 52½ p                      |
| Mark (13/4)                           | Trinajst šilingov in štirje peniji (sto šestdeset penijev) | 66⅔ p                      |
| Sovereign, Nicker (£1)                | En funt (dvajset šilingov)                                 | 1 £                        |
| Guinea (£1/1/-)                       | En funt in en šiling (enaindvajset šilingov)               | 1,05 £                     |

## Sodobni bankovci in kovanci
Posebnost valute funt šterling je v tem, da bankovcev in kovancev ne izdaja samo ena inštitucija (centralna banka), ampak ima to pravico več bank.
Trenutno bankovce izdajajo naslednje banke:
- Bank of England (£5, £10, £20, £50)
- Bank of Scotland (£5, £10, £20, £50, £100)
- Clydesdale Bank (£5, £10, £20, £50, £100)
- Royal Bank of Scotland (£1, £5, £10, £20, £50, £100)
- First Trust Bank (£10, £20, £50, £100)
- Danske Bank (bivša Northern Bank) (£10, £20, £50, £100)
- Ulster Bank (£5, £10, £20, £50, £100)
- Bank of Ireland (£5, £10, £20, £50)

Svoje bankovce izdajajo tudi naslednje vlade:
- Isle of Man Government (Otok Man) (£1, £5, £10, £20, £50)
- States of Jersey (Jersey) (£1, £5, £10, £20, £50, £100)
- States of Guernsey (Guernsey) (£1, £5, £10, £20, £50)

Kovance kujejo naslednje inštitucije:
- Royal Mint (1p, 2p, 5p, 10p, 20p, 50p, £1, £2 in spominski kovanci kot npr. 25p in £5)
- States of Jersey (1p, 2p, 5p, 10p, 20p, 50p, £1, £2)
- States of Guernsey (1p, 2p, 5p, 10p, 20p, 50p, £1, £2)
- Isle of Man Government (1p, 2p, 5p, 10p, 20p, 50p, £1, £2)

### Veljavnost bankovcev in kovancev
Zaradi velikega števila različnih bankovcev in kovancev velikokrat prihaja do nesporazumov, kje se lahko uporabljajo in ali so zakonito plačilno sredstvo (angl. legal tender). Na splošno velja naslednje:
- kovanci, kovani pri Royal Mint, so zakonito plačilno sredstvo v Združenem kraljestvu ter na otokih Man, Jersey in Guernsey.
- Kovanci, kovani pri States of Jersey, so zakonito plačilno sredstvo samo na Jerseyu in Guernseyu,
- Kovanci, kovani pri States of Guernsey, so zakonito plačilno sredstvo samo na Guernseyu in Jerseyu,
- Kovanci, kovani pri Isle of Man Government, so zakonito plačilno sredstvo samo na Otoku Man.
- Bankovci, izdani pri Bank of England, so zakonito plačilno sredstvo samo v Angliji in Walesu.
- Bankovci, izdani pri treh škotskih bankah, niso nikjer zakonito plačilno sredstvo.
- Bankovci, izdani pri štirih severnoirskih bankah, niso nikjer zakonito plačilno sredstvo.
- Bankovci, izdani pri States of Jersey, so zakonito plačilno sredstvo samo na Jerseyu in Guernseyu,
- Bankovci, izdani pri States of Guernsey, so zakonito plačilno sredstvo samo na Guernseyu in Jerseyu,
- Bankovci, izdani pri Isle of Man Government, so zakonito plačilno sredstvo samo na Otoku Man.

Tako pride do protislovnih situacij, ko bankovci škotskih in severnoirskih bank zakonito ne veljajo nikjer, prav tako pa ne obstajajo bankovci, ki bi na območju teh dveh dežel zakonito veljali. Vendar ne smemo zamenjevati termina legal tender z legalnostjo. V vsakdanjem življenju se bankovci škotskih in severnoirskih bank redno uporabljajo, včasih jih sprejemajo tudi v Angliji in Walesu, prav tako pa bankovce Bank of England vedno sprejmejo drugje po Združenem kraljestvu in tudi na otokih. V bistvu gre le za "dogovor" med kupcem in prodajalcem, kakšne bankovce bo ta sprejel. Nešteto transakcij dnevno se zgodi z uporabo plačilnih kartic in čekov, ki tudi niso legal tender, vendar ni pri njihovi uporabi nič ilegalnega.